# Marie-France Garaud
Pour les articles homonymes, voir Garaud.
Marie-France Garaud, née Marie-Françoise Quintard le 6 mars 1934 à Poitiers (Vienne) et morte le 22 mai 2024 à Saint-Pompain (Deux-Sèvres), est une avocate, haute fonctionnaire et femme politique française.
De 1969 à 1974, avec Pierre Juillet, elle est une conseillère influente du président Georges Pompidou.
Soutien du jeune Jacques Chirac, dont elle devient la conseillère à Matignon, elle est avec Pierre Juillet une « éminence grise » dans la fondation du Rassemblement pour la République (RPR) en 1976 et rédige en 1978 l'appel de Cochin contre la droite pro-européenne incarnée par l'Union pour la démocratie française (UDF). Tous deux quittent l'entourage de Jacques Chirac après l'échec relatif du RPR aux élections européennes de 1979.
Sans l'investiture du RPR, elle se présente à l'élection présidentielle de 1981, où elle obtient 1,33 % des voix. L’année suivante, elle fonde et prend la présidence de l'Institut international de géopolitique (IIG). Élue sur la liste du Rassemblement pour la France (RPF), elle est députée européenne de 1999 à 2004.

## Situation personnelle

### Famille et formation

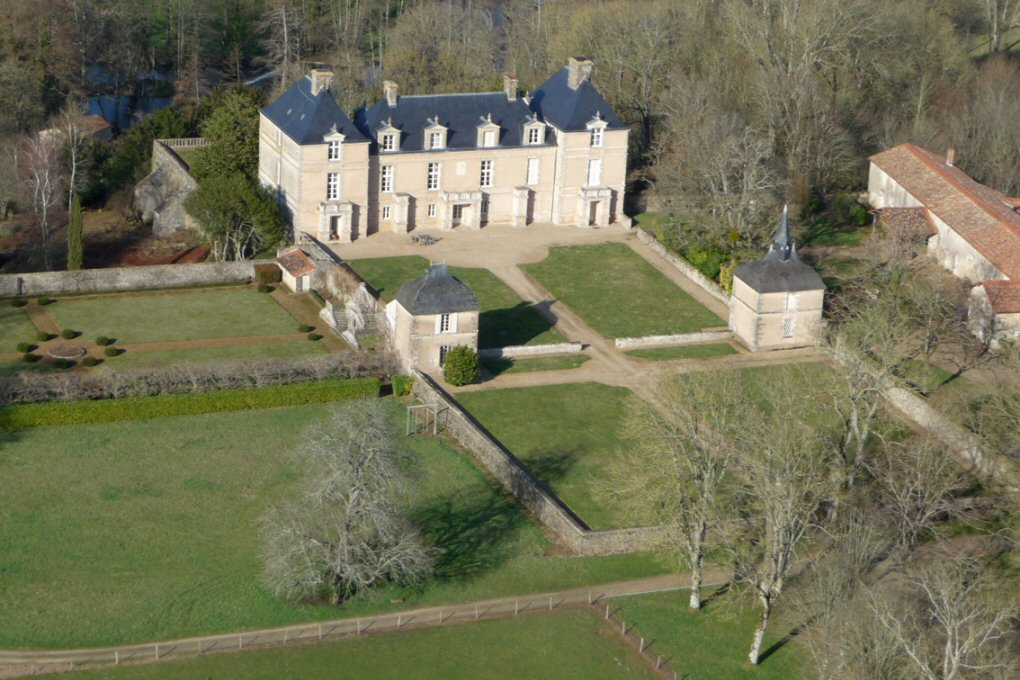
Le château des Moulières, propriété de Louis et Marie-France Garaud.

Marie-Françoise Quintard est la fille de Marcel Quintard, avoué et conseiller général de la Vienne.
Elle suit une scolarité religieuse à Poitiers et étudie le latin, le grec ancien et le piano. Elle est diplômée d’études supérieures en droit privé, en droit public et en histoire du droit de l'université de Poitiers en 1954.
Le 28 décembre 1959, elle se marie avec Louis Garaud (1929-2001), avocat aux conseils, fils du juriste Marcel Garaud, originaire de L'Absie (Deux-Sèvres) et professeur à la faculté de droit de Poitiers. Le couple acquiert, entre autres, le château des Moulières à Saint-Pompain.
Ils ont deux enfants, Jean-Yves et Christophe.

### Carrière professionnelle
Inscrite au barreau de Poitiers en 1954, elle commence sa carrière professionnelle dans un cabinet d'avocats de la ville, où elle enchaîne des petits dossiers. Elle est ensuite, de 1957 à 1960, attachée juridique au ministère de la Marine.

## Parcours politique

### Conseillère ministérielle et présidentielle
La carrière politique de Marie-France Garaud débute en 1961. Jean Foyer, qui avait été son professeur de droit à l'université, a été nommé ministre de la Coopération. Il la recrute comme attachée parlementaire. Chargée d'assurer les relations entre le ministre et les parlementaires, elle se crée un réseau extensif dans les deux chambres. Lorsque Foyer devient garde des Sceaux, elle devient chargée de mission, et se lie d'amitié avec Simone Veil.

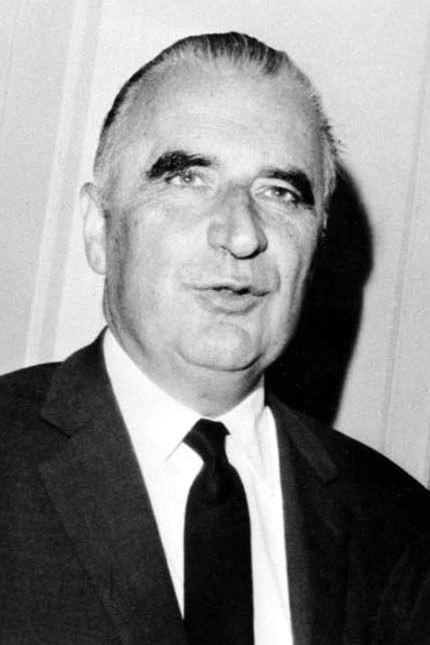
Marie-France Garaud apparaît comme l'éminence grise de Georges Pompidou.

En 1967, Foyer est démis de ses fonctions. Le président de l'Assemblée nationale Jacques Chaban-Delmas ayant refusé de la recruter, Marie-France Garaud essaie de se faire embaucher par le conseiller du Premier ministre Georges Pompidou, Pierre Juillet, qui accepte. Elle ne reste qu'un an à Matignon, et suit Pompidou boulevard de La Tour-Maubourg pour préparer l'élection présidentielle de 1969. Elle aide l'ancien Premier ministre à désamorcer les rumeurs de l'affaire Marković. Elle coécrit un livre au sujet de Pompidou, Georges Pompidou, un portrait, sous le nom de Gérard Aubray, afin de modeler l'image publique du candidat. Avec Pierre Juillet, elle prend sous son aile Jacques Chirac.
Au moment de l'élection présidentielle de 1969, elle aide au ralliement de certains centristes, comme René Pleven. Nommée conseillère politique au cabinet du nouveau président, elle agit comme une « éminence grise ». Pompidou lui propose en 1972 de la nommer au gouvernement, ce qu'elle refuse, alors qu'elle a intrigué avec Pierre Juillet pour obtenir le départ de Chaban-Delmas. Le président s'irrite désormais de son contrôle sur l’Élysée et nomme René Galy-Dejean comme chef de cabinet pour qu'il reprenne la main sur la maison. Elle occupe son poste jusqu'à la mort de Pompidou. Elle subit l'influence marquée de Georges Albertini. Le magazine Newsweek la présente en 1973 comme « la femme la plus puissante de France ».
Le 4 mai 1974, sur proposition du ministre de l'Économie et des Finances Valéry Giscard d'Estaing, le président de la République par intérim Alain Poher la nomme conseillère référendaire de 2e classe à la Cour des comptes (4e tour). Lors de la campagne pour l'élection présidentielle de 1974, Garaud et Juillet manigancent pour empêcher Jacques Chaban-Delmas de représenter la droite, jugeant dangereux son projet de Nouvelle société. Ils poussent Pierre Messmer à se présenter. Durant la campagne, elle recrute dans les rangs gaullistes des élus prêts à lâcher Chaban. Ils seront 43 à signer, dont Chirac, l'« appel » au ralliement implicite à Giscard. Une fois Valéry Giscard d'Estaing élu, celui-ci lui propose de devenir ambassadrice, ce qu'elle refuse pour devenir conseillère politique officieuse de Jacques Chirac à Matignon. Elle gère son agenda, ses rencontres, et est présente à presque toutes les réunions.

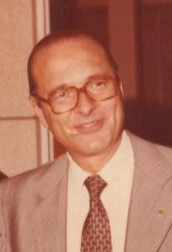
Marie-France Garaud inspire le fameux « appel de Cochin », lancé par Jacques Chirac le 6 décembre 1978.

Lorsque Chirac démissionne de son poste de Premier ministre, Garaud l'incite à se présenter aux élections municipales de 1977 à Paris. Marie-France Garaud et Pierre Juillet sont également réputés être les inspirateurs de l'appel de Cochin (6 décembre 1978). Ce texte prétendait marquer de manière irréversible la rupture entre la droite néogaulliste incarnée par le RPR et le « parti de l'étranger », le parti présidentiel UDF, promoteur « antinational » d'une Europe fédérale. Mais après l'échec relatif de la liste RPR aux élections européennes de 1979, qui voit la liste gaulliste passer derrière celle de l'UDF, Marie-France Garaud et Pierre Juillet sont tous deux évincés par Jacques Chirac de son entourage, notamment par l'intervention de Bernadette Chirac. Cette version de l'éviction de Marie-France Garaud par Jacques Chirac est contestée par plusieurs autres témoins. Elle quitte en fait son entourage de son propre chef, doutant des capacités de Jacques Chirac à assumer la fonction de président de la République, disant de ce dernier : « Je pensais que Jacques Chirac était du marbre dont on fait les statues, il est en fait de la faïence dont on fait les bidets », allusion à Bernadette Chirac, artisane de son éviction et fille de Jean-Louis Chodron de Courcel, le directeur commercial des Émaux de Briare.

### Candidate à la présidence de la République
Marie-France Garaud décide, dès 1980, de se présenter à l'élection présidentielle de 1981. Elle prend la première fois la parole à la radio sur Europe 1 et attaque Chirac sur le thème du reniement aux idéaux. Son directeur de campagne est Pierre Arpaillange. Sa campagne est en partie financée par Sir Arthur Forbes (en), un investisseur britannique, qui gère parallèlement les intérêts de l'empire pétrolier Texaco et du biscuitier Nabisco.
La candidature ne prend cependant pas d'ampleur. Garaud a du mal à récolter les parrainages nécessaires, jusqu'à ce que le candidat socialiste François Mitterrand demande à Daniel Vaillant de s'assurer que les maires lui donnent les parrainages nécessaires. Lionel Jospin, alors Premier secrétaire du Parti socialiste, donne son accord. Michel Debré, gaulliste historique, se porte également candidat sans l'appui du RPR, mais tous deux échouent. Marie-France Garaud obtient finalement 1,33 % des suffrages exprimés (386 623 voix) au premier tour de l'élection, arrivant avant-dernière du scrutin, devançant Huguette Bouchardeau de 0,22 point et se trouvant après Michel Debré à 0,33 point.

### Engagements politiques

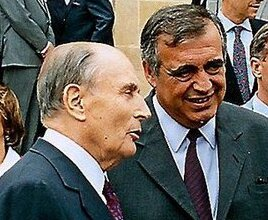
À partir de 1982, Marie-France Garaud se rapproche de François Mitterrand puis de Philippe Séguin.

En 1982, elle fonde et prend la présidence de l'Institut international de géopolitique (IIG), qui publie la revue trimestrielle Géopolitique. Elle se rapproche du pouvoir socialiste et est reçue à deux reprises en 1982 par le président de la République François Mitterrand.
Elle décide de se remettre en selle en vue des élections législatives de 1986 à Paris et cherche de se procurer le soutien de Raymond Barre, mais la perche n'est pas saisie. Elle se présente, sur sa propre liste divers droite intitulée La France en tête avec Marie-France Garaud. Se trouvent en deuxième place Gilberte Beaux et en dernière position, Pierre Juillet. La liste obtient 2,57 % des voix et n'envoie aucun député à l'Assemblée nationale,.
Elle ne se représente pas à l'élection présidentielle de 1988 et annonce qu'elle apportera son soutien à Raymond Barre.
En 1992, elle s'engage dans la bataille contre le traité de Maastricht lors du référendum français. Elle s'allie avec Philippe Séguin, Pierre-Marie Gallois, Jean Foyer, Jacques Kosciusko-Morizet, Alain Griotteray et Philippe de Villiers. Treize ans plus tard, en 2005, elle se prononce également en faveur du « non » lors du référendum sur le traité établissant une Constitution pour l'Europe.

### Conseillère à la Cour des comptes
Elle passe conseiller-maître à la Cour des comptes en 1998, puis conseiller-maître honoraire en 1999.

### Députée européenne
En 1999, elle est candidate aux élections européennes, en 3e place sur la liste « Rassemblement pour la France et l'indépendance de l'Europe » de Charles Pasqua (celui-ci représentant le RPF) et Philippe de Villiers (pour le MPF). La liste, qui obtient 13,06 % des voix, arrive en deuxième position après celle conduite par François Hollande (PS-PRG-MDC) et devant la liste de Nicolas Sarkozy (RPR-DL-GE). Marie-France Garaud est élue députée européenne et siège au Parlement européen sur les bancs des non-inscrits. Assidue, elle est membre de la commission des affaires juridiques. Elle décide de ne pas se représenter en 2004.

### Avocate au Conseil d'État et à la Cour de cassation
Après la mort de son mari, elle lui succède comme avocate au Conseil d'État et à la Cour de cassation du 4 janvier 2002 au 31 juillet 2003,.

## Prises de position

### Relations internationales
Lors de sa campagne présidentielle de 1981, elle se montre atlantiste et appelle à renforcer l'alliance avec les États-Unis pour contrer les menaces extérieures, notamment l’URSS.
Elle soutient la Serbie contre l'OTAN lors de la guerre du Kosovo.

### Soutien politique
Elle est mendésiste dans sa jeunesse et vote contre l'instauration de la Ve République lors du référendum constitutionnel de 1958. Elle évolue ensuite vers le gaullisme puis le souverainisme. Elle est proche du Club de l'horloge.
Elle vote blanc à toutes les élections depuis 1981. En 1982, elle affirme au sujet de la présidence de François Mitterrand qu'« il y a de très bonnes choses qui sont faites actuellement ». Elle hésite à voter pour Jean-Luc Mélenchon en 2012 mais se ravise. Elle vote pour Marine Le Pen en 2017,, seule candidate qui ne serait pas, selon elle, « pieds et poings liés devant les Allemands ».

### Société
Elle milite en faveur du rétablissement de la peine de mort.

## Distinction
- Grand-croix de l'ordre d'Isabelle la Catholique (Espagne, 2004)[24].

## Ouvrages
- 1992 : De l’Europe en général et de la France en particulier, avec Philippe Séguin, dessins de Jacques Faizant, Le Pré aux clercs, coll. « Pamphlet »  (ISBN 2-7144-2899-1).
- 1992 : Maastricht, pourquoi non, Plon  (ISBN 2-259-02561-7).
- 2005 : Oser dire non à la politique du mensonge (directrice de publication), Le Rocher  (ISBN 2-268-05498-5).
- 2006 : La Fête des fous : qui a tué la Ve République ?, Plon  (ISBN 2-259-20259-4).
- 2010 : Impostures politiques, Plon, coll. « Tribune libre »  (ISBN 978-2-259-21254-0).

## Dans la fiction
- 1982 : Parisgrad, roman de politique-fiction de Jean Texel (pseudonyme de Paul Chantrel). On la reconnaît dans le personnage du Premier ministre de la France (appelée dans le livre « Marie-Garance Ferraud ») qui, après l'invasion soviétique, est torturée à mort par l'occupant.
- 2011 : Mort d'un président de Pierre Aknine, jouée par Florence Müller.
- 2013 : La Rupture, téléfilm de Laurent Heynemann, jouée par Géraldine Pailhas.
- 2014 : La Loi, téléfilm de Christian Faure, jouée par Émilie Caen.
- 2021 : La Surprise du chef, roman de Joseph Macé-Scaron, éditions de L’Observatoire.

### Radiographie
- Fabrice Drouelle, « Marie-France Garaud, la conseillère », sur France Inter, 5 janvier 2022.
- Virginie Girod, « Marie-France Garaud, la femme la plus influente de la Ve République », sur Europe 1, 6 mars 2025.